# Paul Reclus
Jean-Jacques Paul Reclus (Orthez (Bajos Pirineos), 7 de marzo de 1847 - 29 de julio de 1914), fue un cirujano francés. Fue hijo del pastor protestante Jacques Reclus y hermano del famoso geógrafo y teórico anarquista Elisée Reclus. Fue militante en el movimiento anarquista europeo. Paul Reclus estudió en París y recibió su doctorado de esa universidad en 1876. En 1879 ingresó como cirujano de hospital, en 1880 como adjunto, y en 1895 como profesor en la facultad médica de París. Fue miembro de la Academia Francesa de Medicina. Dentro de su destacada actividad como cirujano, vulgarizó la utilización de la cocaína como anestésico local.

## Obra
- Du tubercule du testicule et de l'orchite tuberculeuse. Versailles, 1876.[1]
- Des ophtalmies sympathiques. Versailles, 1878.
- Des mesures propres à ménager le sang pendant les opérations chirurgicales. Versailles, 1880.
- De la syphilis du testicule. 1882.[2]
- Clinique et critique chirurgicale. 1884.
- Manuel de pathologie externe. 1885.
- Maladies communes à tous les tissues; maladies des tissues. Versailles, 1885-1887.
- Cliniques chirurgicales de l’Hôtel-Dieu. Versailles, 1888.
- Cliniques chirurgicales de la Pitié. Versailles, 1894.
- La cocaïne en chirurgie. Versailles, 1895.[3]
- L’anesthésie localisée par la cocaïne. Versailles, 1903.
- Cliniques de la Charité sur la chirurgie journalière. Versailles, 1909.